# Liste der Baudenkmale in Niederfinow
In der Liste der Baudenkmale in Niederfinow sind alle Baudenkmale der brandenburgischen Gemeinde Niederfinow und ihrer Ortsteile aufgelistet. Grundlage ist die Veröffentlichung der Landesdenkmalliste mit dem Stand vom 31. Dezember 2020. Die Bodendenkmale sind in der Liste der Bodendenkmale in Niederfinow aufgeführt.

## Baudenkmale nach Ortsteilen
In den Spalten befinden sich folgende Informationen:
- ID-Nr.: Die Nummer wird vom Brandenburgischen Landesamt für Denkmalpflege vergeben. Ein Link hinter der Nummer führt zum Eintrag über das Denkmal in der Denkmaldatenbank. In dieser Spalte kann sich zusätzlich das Wort Wikidata befinden, der entsprechende Link führt zu Angaben zu diesem Denkmal bei Wikidata.
- Lage: die Adresse des Denkmales und die geographischen Koordinaten. Link zu einem Kartenansichtstool, um Koordinaten zu setzen. In der Kartenansicht sind Denkmale ohne Koordinaten mit einem roten beziehungsweise orangen Marker dargestellt und können in der Karte gesetzt werden. Denkmale ohne Bild sind mit einem blauen bzw. roten Marker gekennzeichnet, Denkmale mit Bild mit einem grünen beziehungsweise orangen Marker.
- Bezeichnung: Bezeichnung in den offiziellen Listen des Brandenburgischen Landesamtes für Denkmalpflege. Ein Link hinter der Bezeichnung führt zum Wikipedia-Artikel über das Denkmal.
- Beschreibung: die Beschreibung des Denkmales
- Bild: ein Bild des Denkmales und gegebenenfalls einen Link zu weiteren Fotos des Baudenkmals im Medienarchiv Wikimedia Commons

### Niederfinow
| ID-Nr.            | Lage                       | Bezeichnung                                                        | Beschreibung | Bild                                                               |
| ----------------- | -------------------------- | ------------------------------------------------------------------ | --- | ------------------------------------------------------------------ |
| 09175268          | Bahnhofstraße (Lage)       | Klappbrücke über den Finowkanal                                    | | Klappbrücke über den Finowkanal                                    |
| 09175266 Wikidata | Choriner Straße 14 (Lage)  | Dorfkirche mit Kirchhofeinfriedung und Kriegerdenkmal              | Die evangelische Kirche wurde in der zweiten Hälfte des 13. Jahrhunderts erbaut. Im Jahre 1731 brannte die Kirche vollständig nieder, wurde danach aber wieder aufgebaut. Der Kanzelaltar stammt aus dem Jahre 1732. | weitere Bilder                                                     |
| 09175003,t        | Hebewerkstraße (Lage)      | Schiffshebewerk                                                    | Das Schiffshebewerk wurde 1934 in Betrieb genommen und ist damit das älteste noch arbeitende Schiffshebewerk Deutschlands. Es liegt am Oder-Havel-Kanal bei Niederfinow in Brandenburg. Am Nordrand des Eberswalder Urstromtals überwindet das technische Bauwerk einen Höhenunterschied von 36 Metern.                                                                           | weitere Bilder                                                     |
| 09175267          | Hebewerkstraße (Lage)      | Schleusentreppe                                                    | Die Schleusentreppe Niederfinow im Norden des Landkreises Barnim in Brandenburg bildete von 1912 (ab 1934 zusammen mit dem Schiffshebewerk Niederfinow) bis 1972 den östlichen Abschluss der Scheitelhaltung, die den größten Teil des Oder-Havel-Kanals, einen Abschnitt der Havel-Oder-Wasserstraße, ausmacht. Der westliche Abschluss ist die Lehnitzschleuse bei Oranienburg. | weitere Bilder                                                     |
| 09175532          | Hebewerkstraße (Lage)      | Dieselmotorenhalle einschließlich technischer Anlagen              | | Dieselmotorenhalle einschließlich technischer Anlagen              |
| 09175986          | Hebewerkstraße 3 (Lage)    | Hofanlage mit Wohnhaus, Stallscheune, Stallgebäude und Hofpflaster | | Hofanlage mit Wohnhaus, Stallscheune, Stallgebäude und Hofpflaster |
| 09175990          | Hohenfinower Straße (Lage) | Grenzstein zwischen den Kreisen Angermünde und Oberbarnim          | | Grenzstein zwischen den Kreisen Angermünde und Oberbarnim          |